# 9340 Williamholden
9340 Williamholden (1991 LW1) là một tiểu hành tinh nằm phía ngoài của vành đai chính được phát hiện ngày 6 tháng 6 năm 1991 bởi E. W. Elst ở Đài thiên văn Nam Âu.